# Gare de Thouars
Gare de Thouars – stacja kolejowa w Thouars, w departamencie Deux-Sèvres, w regionie Nowa Akwitania, we Francji.
Została otwarta w 1873 roku przez Compagnie des chemins de fer de la Vendée. Jest stacją Société nationale des chemins de fer français (SNCF), obsługiwaną przez pociągi TER Poitou-Charentes.